# TotalErg
TotalErg S.p.A. è stata una società italiana che operava con questo marchio nel settore della raffinazione e della distribuzione dei prodotti petroliferi.
Il 10 gennaio 2018, l'Anonima Petroli Italiana S.p.A. ha perfezionato l'acquisto della totalità delle azioni di TotalErg S.p.A., possedute in precedenza per il 49% da Total S.A., e per il restante 51% da ERG S.p.A..

## Storia

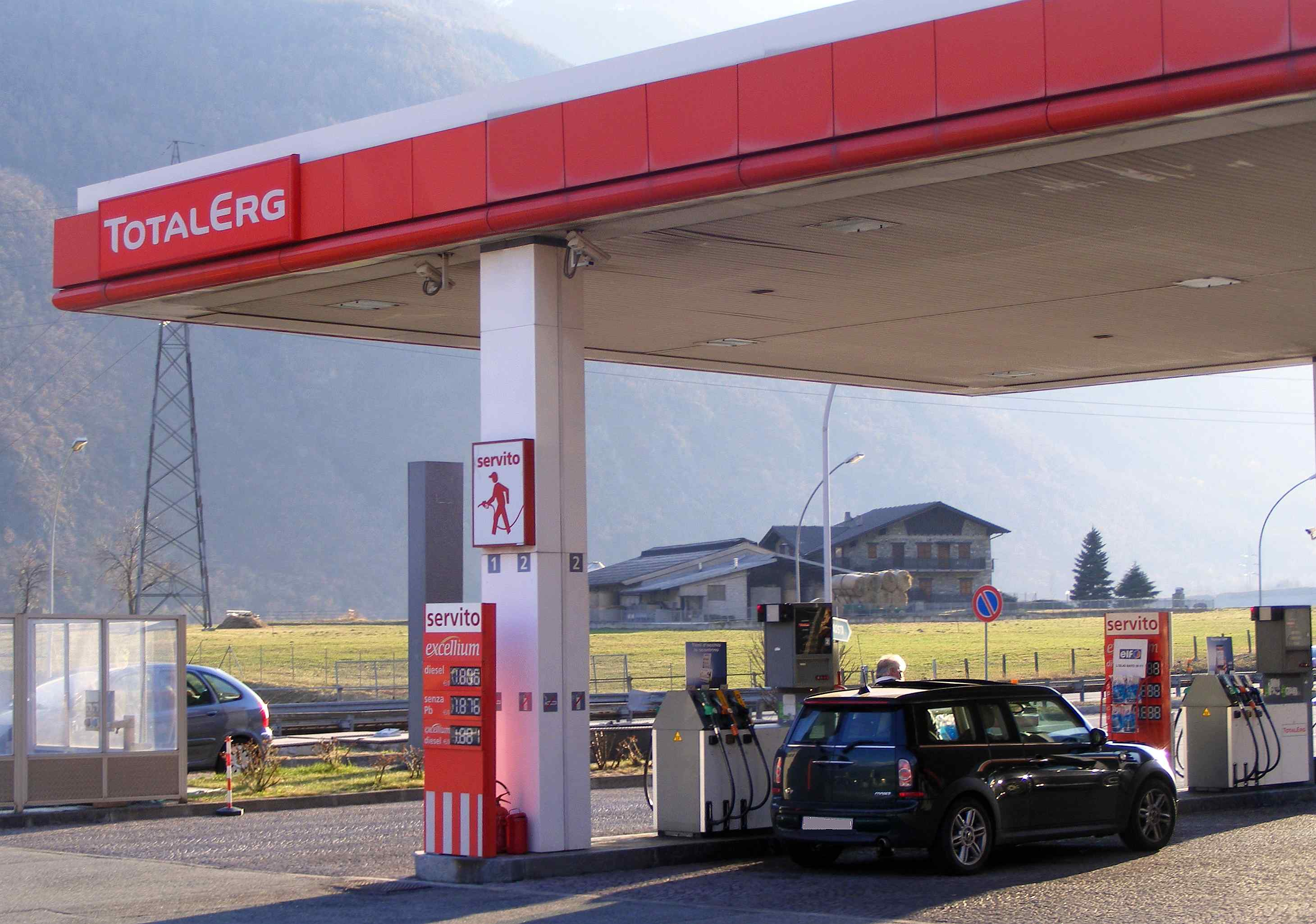
Una stazione di servizio TotalErg nell'Italia nord-occidentale (2012)

La società, nata il 1º ottobre 2010 dalla fusione tra Total Italia S.p.A. ed ERG Petroli S.p.A., operava in cinque aree di business: Raffinazione, Supply e Logistica; Rete; Extrarete; Specialità. Con una rete di circa 2.600 distributori, vendite di carburanti di oltre 3 miliardi di litri ed una quota di mercato intorno all’11%, TotalErg era uno dei principali operatori del settore. Nel settore Extra Rete TotalErg commercializzava oltre 1,5 milioni di tonnellate tra carburanti e combustibili – gasoli, oli combustibili, benzine – rivolti ad uso industriale, civile ed agricolo, vendendo sia a rivenditori del settore che direttamente al consumo mediante la società controllata Eridis.
Nel settore delle Specialità commercializza bitumi e bitumi modificati. 
A valle dell'operazione che ha visto la vendita di TotalErg al Gruppo API, il settore lubrificanti (con i tre marchi Total, Elf ed ERG) e Fluidi Speciali è confluito in una nuova società Total Italia, appartenente interamente al gruppo Total, mentre le attività GPL domestico (precedentemente operate da TotalErg attraverso la società controllata Totalgaz Italia, divenuta poi UniverGas Italia) sono state vendute al Gruppo UGI.
Il 10 gennaio 2018 viene acquisita dal Gruppo API e il marchio viene gradualmente sostituito da quello IP.

## Fonti
- erg.it. URL consultato il 14 gennaio 2011 (archiviato dall'url originale il 27 maggio 2014).
- quattroruote.it.
- totalerg.it (PDF). URL consultato il 14 gennaio 2011 (archiviato dall'url originale il 24 gennaio 2011).
- corriere.it, su archiviostorico.corriere.it.